# Chillicothe (Illinois)
Chillicothe város az USA Illinois államában, Peoria megyében. Lakosainak száma 6128 fő (2020. április 1.).

## Népesség
A település népességének változása:
| Lakosok száma | 663  | 5996 | 6097 | 6128 |
|               | 1860 | 2000 | 2010 | 2020 |